# Wan Hadfi Lutfan bin Haji Abdul Latif

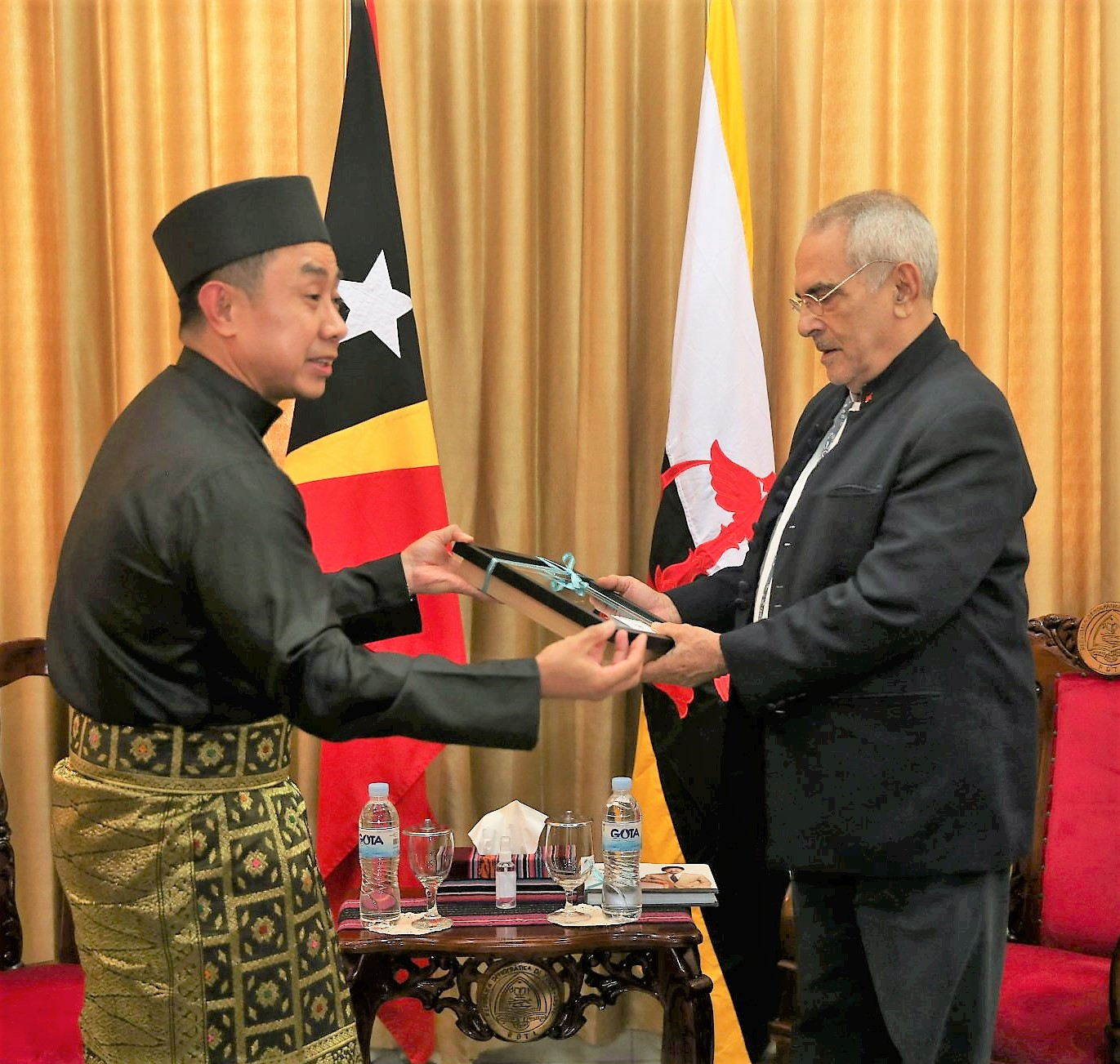
Wan Hadfi Lutfan und Osttimors Staatspräsident Ramos-Horta (2022)

Wan Hadfi Lutfan bin Haji Abdul Latif ist ein bruneiischer Beamter und Diplomat.
Am 15. Juli 2022 übergab Wan Hadfi Lutfan seine Akkreditierung als Botschafter Bruneis in Osttimor an Präsident José Ramos-Horta. Seine Ernennung hatte Wan Hadfi Lutfan am 25. Mai 2022 erhalten. Er folgte damit im Amt Adnan Bin Haji Mohd Jafar. Zuvor war Wan Hadfi Lutfan Direktor der Abteilung Asien-Afrika im Außenministerium Bruneis.